# MITSUBISHI MOTORS PRESENTS Heart-Beat Style
MITSUBISHI MOTORS PRESENTS Heart-Beat Style（ミツビシ モータース プレゼンツ ハートビート スタイル）は、TOKYO FM・JFN系列でかつて放送されていたラジオ番組。2000年1月～2002年3月の日曜昼12:00～12:55に放送。パーソナリティーは2001年3月まで山川牧、2001年4月からは赤坂泰彦であった。提供は三菱自動車工業。

## その後のTFM・JFN系列での三菱自動車提供枠について
- その後は2002年10月に「MOTHER MUSIC - 37FM -」（2004年4月から「MOTHER MUSIC RECORDS」に改題）を担当したものの、三菱自動車のリコール隠し問題により、暫く休止。2008年4月から「松任谷由実 Sweet Discovery」の提供となった。

| スタブアイコン | サブスタブ | この項目は、まだ閲覧者の調べものの参照としては役立たない、ラジオ番組に関連した書きかけの項目です。この項目を加筆・訂正などしてくださる協力者を求めています（P:ラジオ/PJ:放送番組）。 |